# Онищенко, Ирина Владимировна
Ирина Владимировна Онищенко (род. 23 февраля 1975 года) — мастер спорта России международного класса (спортивное ориентирование на лыжах), двукратная чемпионка мира, двукратная чемпионка Европы.

## Биография
И. В. Онищенко родилась в 1975 году в Перми. 
Спортом начала заниматься в СДЮШОР № 3 г. Перми у тренера Ю. В. Неволина. 
Первый серьёзный успех пришёл в 1992 — 1 место в эстафете в летнем ориентировании на Кубке социалистических стран в Болгарии и абсолютная победа в первенстве СНГ в зимнем ориентировании. 
В 1993 1 и 2 места в летнем первенстве России и участие в молодёжном первенстве мира. 
В 1994 1 и 2 места в зимнем первенстве России и серебряная медаль молодёжного первенства мира на средней дистанции. 
Чемпионка Сибири в летнем ориентировании.
В 1994 году переезжает в Красноярск. Начала заниматься у А. Шарыгина.
Серебряная и бронзовая медали на зимнем Чемпионате России (1995), и 2 место на Кубке России. 
В 1996 в Красноярске становится чемпионкой России в комбинированном старте и занимает 3 место в эстафете. 
Чемпионка II зимней Спартакиады Сибири на маркированной трассе и 3 место в эстафете (1997). 
На Кубке мира в Красноярске — 6 место в спринтерской гонке (1997). 
Победительница Кубка России в эстафете (1998). 
Участница чемпионата мира — 11 место (1998).
Чемпионка России на классической дистанции, 3 место в спринтерской гонке, чемпионка на удлиненной дистанции и в комбинации (1998). 
В 1999 победа на первенстве России среди КФК и спортклубов на классической дистанции, эстафете и 2 место в спринте. 1 место на Кубке мира в эстафете, чемпионка России на классической и удлиненной дистанциях.  
С 2000 года в сборной России по ориентированию на лыжах. Дважды стала чемпионкой мира в эстафете и бронзовым призёром чемпионата мира в эстафете.
Победитель этапов Кубка мира, тринадцатикратная чемпионка России (1996-2008гг.)
На чемпионатах Европы дважды стала чемпионом в эстафете и бронзовым призёром на классической дистанции. 

## Образование
Окончила Пермский педагогический институт.